# ملح البحر الميت

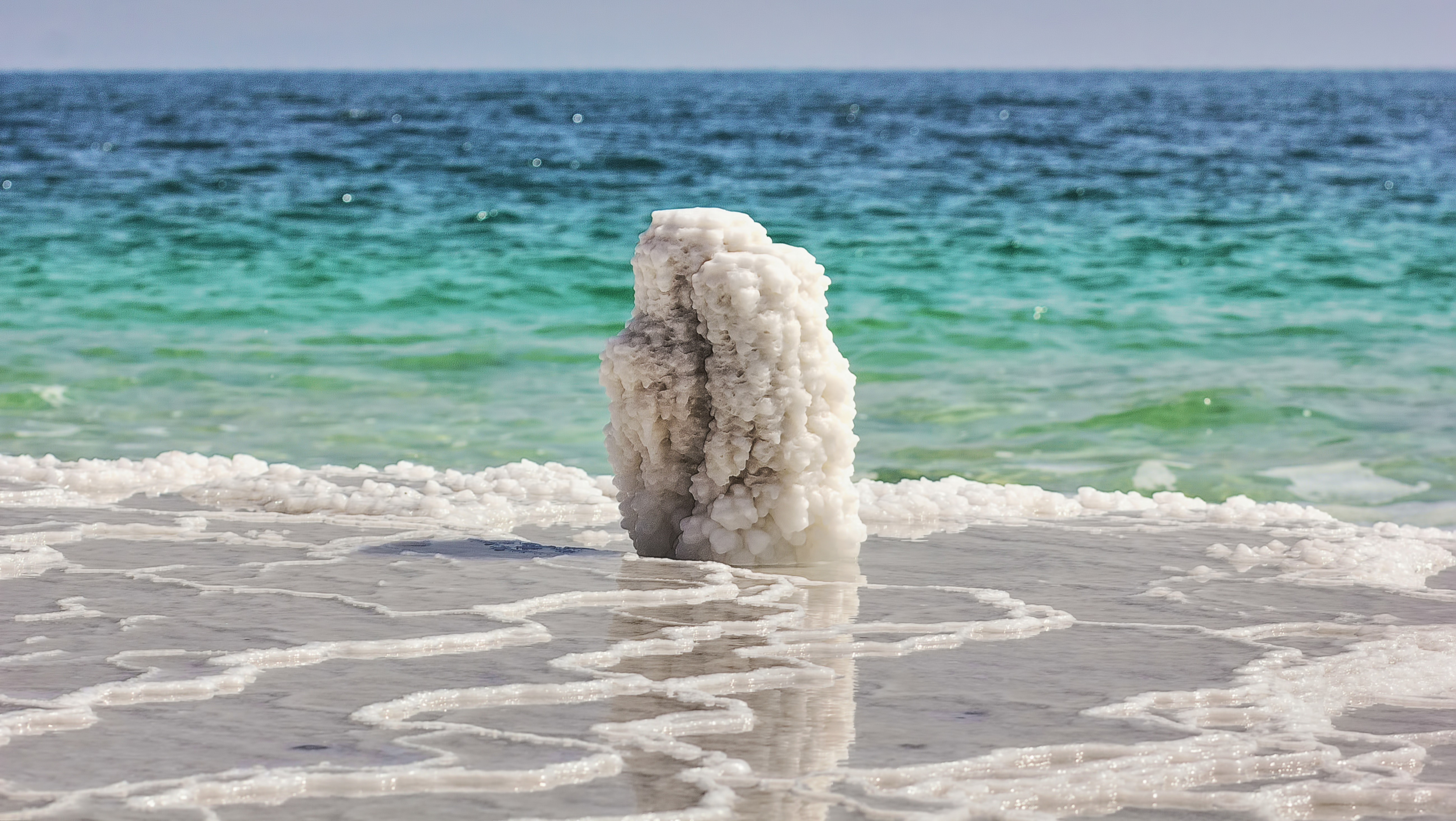

يشير ملح البحر الميت إلى الملح المستخرج أو المأخوذ من البحر الميت.
يتمتع البحر الميت بشعبية لدى السياح من جميع أنحاء العالم لآثاره العلاجية المشهورة. تحتوي مياه البحر الميت على ملح بنسبة 29% مقارنة مع 4% الموجود  بالمحيطات، وبالتالي تزداد كثافته إلى حد كبير. وهذا يسمح لأي شخص بسهولة الطفو على مياه البحر الميت بسبب تلك كثافة العالية. يختلف التركيب المعدني لمياه البحر الميت أيضًا عن مياه المحيطات إذ يشكل كلوريد الصوديوم 12-18% من ملح البحر الميت. وقد وجد تحليل أُجري عام 2006 على إحدى منتجات ملح البحر الميت التجارية أن نسبة كلوريد الصوديوم 2.5%. مقارنةً بكلوريد الصوديوم  الذي يمثل 85% من الملح الموجود في مياه المحيط.

## التاريخ
توافدت مختلف الثقافات والجماعات على البحر الميت للعلاج، والذي يعود تاريخه إلى زمن قدماء المصريين, مستخدمين الملح في مختلف مراهم وكريمات البشرة، وكذلك الصابون كما يستخدم اليوم.

## التركيب المعدني
يختلف التركيب المعدني لأملاح البحر الميت عن تلك الموجودة بمياه المحيطات، إذ تتفاوت تبعًا لموسم هطول الأمطار وعمق المياه ودرجة الحرارة. يمثل كلوريد الصوديوم حوالي 85% من الملح الموجود في معظم المحيطات في حين يمثل كلوريد الصوديوم ما يقرب من 12-18%  من أملاح البحر الميت. بينما يحتوي ملح الطعام المكرر على حوالي 97% من كلوريد الصوديوم. أظهرت إحدى التحاليل الرئيسية تركيز الأيونات في مياه البحر الميت النتائج التالية.
| أيون           | التركيز (ملغم/لتر) |
| -------------- | ------------------ |
| كلوريد وبروميد | 230,400            |
| المغنيسيوم     | 45,900             |
| الصوديوم       | 36,600             |
| الكالسيوم      | 17,600             |
| البوتاسيوم     | من 7800            |

تركيز أملاح البحر الميت الإجمالي حوالي 340 غرام/لتر.
من ناحية أخرى، حصل الباحثون على المركبات المستخدمة في تكوين ملح البحر الميت من طين البحر الميت الغني بالمعادن. ترسبت هذه الطبقات من الطين الأسود بسبب جريان الجداول التي تصب في البحر الميت خلال عصر الهولوسين. أظهرت إحدى التحاليل التي أجراها الدكتور أولغا يوفي في المسح الجيولوجي في القدس أهم المعادن الموجودة في هذا الطين.
| المعدنية*                | المحتوى (نسبة مئوية) |
| ------------------------ | -------------------- |
| ثاني أكسيد السيليكون     | 20                   |
| أكسيد الكالسيوم          | 15.5                 |
| أكسيد الألومنيوم         | 4.8                  |
| أكسيد المغنيسيوم         | 4.5                  |
| الحديد(III) أكسيد        | 2.8                  |
| أكسيد الصوديوم           | 1.7                  |
| أكسيد البوتاسيوم         | 1.3                  |
| التيتانيوم(الرابع) أكسيد | 0.5                  |
| وثالث أكسيد الكبريت      | 0.4                  |
| خامس أكسيد الفوسفور      | 0.3                  |
| كلوريد                   | 6.7                  |
| بروميد                   | 0.2                  |

- يُعرب عنها بما يعادلها من أكاسيد، على سبيل التقريب، مثال على ذلك كبريتات الصوديوم (Na2SO4) تحلل إلى أكسيد الصوديوم (Na2O) و ثالث أكسيد الكبريت الحمضي (SO3), واللذان لا يحدثان بشكل حر في الوحل.

## الفوائد العلاجية
يتمتع البحر الميت بشهرة كمركز للتعافي والصحة اليوم. تتمتع أملاح البحر الميت بالمزايا التالية:
حالات الروماتيزم – يمكن أن تكون أملاح البحر الميت فعالة في العلاج بالمياه المعدنية من التهاب المفاصل الرثياني، التهاب المفاصل الصدفي، التهاب المفاصل. يتم امتصاص المعادن عند التمرغ في الوحل مما  ينشط الدورة الدموية.
 أمراض الجلد الشائعة – وقد أثبتت الأبحاث أن اضطرابات الجلد مثل حب الشباب والصدفية يمكن أن تتحسن بإضافة ملح البحر الميت إلى مياه الاستحمام. توصي مؤسسة الصدفية الوطنية ‏ باستخدام مياه البحر الميت وأملاح البحرالميت كعلاج فعال للصدفية. خلصت إحدى الدراسات  إلى أن نسبة المغنيسيوم المرتفعة في ملح البحر الميت لها دور فعال في ترطيب الجلد والحد من الالتهابات.
الحساسية – ارتفاع تركيز البروميد والمغنيسيوم في ملح البحر الميت يمكن أن يخفف من الحساسية عن طريق التطهير و إزالة السموم.
شيخوخة الجلد – أظهرت بحوث عدة  أن أملاح البحر الميت كان لها دور كبير في خفض تجاعيد الجلد بنسبة 40%.